# Kateřina Veliká (seriál, 2015)
Kateřina Veliká (v ruském originále Великая, Velikaja) je ruský historický televizní seriál o osudu německé kněžny Sophie Augusty Frederiky z Anhalt-Zerbstu, která se stala ruskou carevnou Kateřinou Velikou. Jedná se o jeden z nejdražších projektů Prvního kanálu a celé ruské televize. K dosažení historické přesnosti při psaní scénáře použili autoři archivní dokumenty a deníky, včetně těch, jež patřily samotné Kateřině Veliké. Premiéra se konala na Prvním kanále ve dnech 4. až 12. listopadu 2015.

## Děj
Seriál vypráví o životě Kateřiny Veliké od chvíle, kdy dorazila do Ruska jako nová nevěsta Petra III., až po její nástup na ruský trůn. 

## Obsazení
| Julija Snigir      | Kateřina Veliká                      |
| Kristina Kučerenko | mladá Kateřina Veliká                |
| Natalja Surková    | Alžběta Petrovna                     |
| Pavel Derevjanko   | Petr III.                            |
| Ilja Savičev       | mladý Petr III.                      |
| Sergej Šakurov     | Alexej Petrovič Bestužev-Rjumin      |
| Pavel Trubiner     | Grigorij Grigorjevič Orlov           |
| Ivan Batarev       | Alexej Grigorjevič Orlov             |
| Mark Bogatyrjov    | Vasily Zalessky                      |
| Roman Maďanov      | Pjotr Ivanovič Šuvalov               |
| Vladimir Matvejev  | Stěpan Fjodorovič Apraxin            |
| Bastian Sierich    | Fridrich II. Veliký                  |
| Olga Medynič       | Jelizaveta Voroncovová               |
| Dmitrij Uljanov    | Grigorij Alexandrovič Potěmkin       |
| Jelena Rufanovová  | Johana Alžběta Holštýnsko-Gottorpská |

## Produkce
Natáčení probíhalo od prosince 2013 do srpna 2014 v Petrohradu a Leningradské oblasti.